# Crepidotus cristatus
Crepidotus cristatus är en svampart som beskrevs av Senn-Irlet & Immerzeel 2003. Enligt Catalogue of Life ingår Crepidotus cristatus i släktet rödmusslingar,  och familjen Inocybaceae, men enligt Dyntaxa är tillhörigheten istället släktet rödmusslingar,  och familjen Crepidotaceae. Artens status i Sverige är: Ej påträffad. Inga underarter finns listade i Catalogue of Life.